# Partido Obrero Socialdemócrata de Rusia

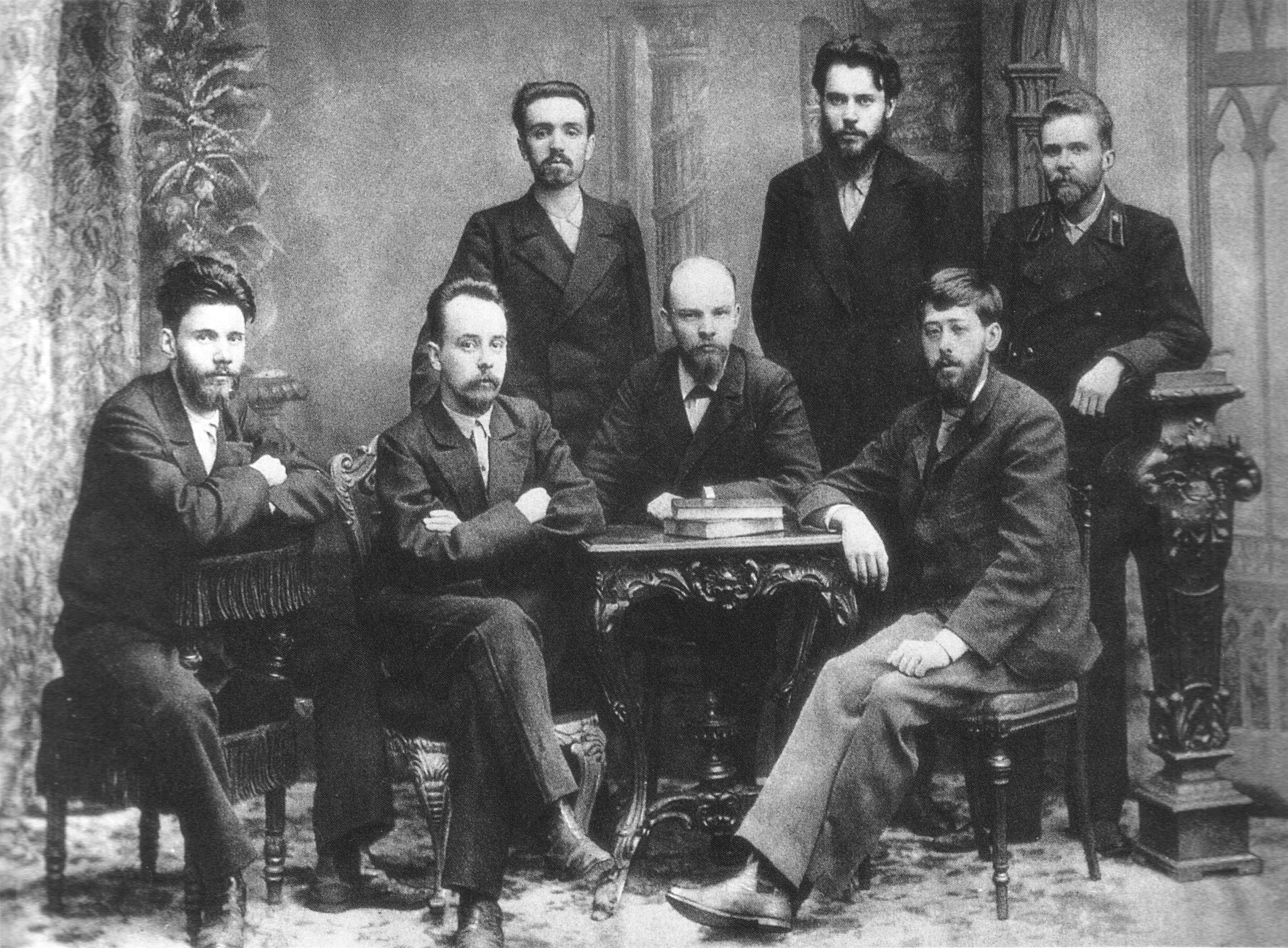
Liga de Lucha para la Emancipación de la Clase Obrera, San Petersburgo, diciembre de 1895. De izquierda a derecha, de pie: A.L. Málchenko, P.K. Zaporozhets, A.A. Vanéiev; sentados: V. V. Starkov, G. M. Krzhizhanovski, V.I. Ulyánov (Lenin) y Yuli Mártov.

El Partido Obrero Socialdemócrata de Rusia (POSDR; en ruso: Российская социал-демократическая рабочая партия, romanizado: Rossíyskaya sotsial-demokratíchyeskaya rabóchaya pártiya; РСДРП) fue un partido político del Imperio ruso, fundado en 1898 en Minsk, cuando se reunieron en su primer congreso diversas organizaciones marxistas, o «Uniones de Lucha», de San Petersburgo, Moscú, Kiev, Yekaterinoslav, además del Bund. A este congreso asistieron nueve delegados que aprobaron y publicaron un manifiesto fundacional.
En 1903, durante el II Congreso el partido quedó dividido en dos fracciones: los bolcheviques y los mencheviques. El 6 de marzo de 1918, se decidió renombrarlo Partido Comunista de Rusia (bolchevique) y se procedió a expulsar a todos los mencheviques del partido.

## Antecedentes
La fundación de este partido fue preparada desde 1883 por el grupo Emancipación del Trabajo, creado por los primeros marxistas rusos, como Gueorgui Plejánov, quienes polemizaron con las demás tendencias revolucionarias que se oponían al zarismo y en particular con los llamados Voluntad del Pueblo o «populistas». Con el desarrollo del capitalismo en Rusia, la clase obrera se había convertido en una poderosa fuerza, y los marxistas consideraban que le correspondía encabezar la lucha revolucionaria de las masas, en lugar de propiciar atentados terroristas. Igualmente, pensaban que la misión de los revolucionarios no consistía en impedir el desarrollo del capitalismo sino en «organizar la poderosa fuerza revolucionaria que engendra el desarrollo del capitalismo que es la clase obrera».
Los marxistas pasaron entonces a organizar en varios lugares uniones de lucha por la emancipación de la clase obrera, que propiciaron la creación de sindicatos clandestinos de trabajadores y dirigieron huelgas. Al convocarse el Primer Congreso del POSDR ya los socialdemócratas incidían en la vida rusa y el gobierno zarista los perseguía, al punto de que el dirigente de la Unión de Lucha de San Petersburgo, Lenin no pudo asistir al congreso por haber sido deportado a Siberia y el Comité Central formado en el congreso fue detenido poco después de su constitución.

## Iskra
Debido a la represión y a que el naciente partido no se había dotado de un programa, por la falta de un amplio debate, el congreso no había logrado que en la realidad el partido se organizara y se dotara de una dirección y de una acción política unificada. Surgieron divergencias sobre el papel de la socialdemocracia y un sector conocido como «economicista» consideraba que el movimiento obrero debía centrarse en sus reivindicaciones económicas frente a los patronos, en tanto que otros sectores enfatizaban en el papel central de la lucha política obrera contra la autocracia zarista y la lucha por el socialismo.
Al regresar en 1900 Lenin de la deportación, contactó a varios grupos y líderes socialdemócratas que rechazaban el economicismo para proponerles la publicación de un periódico que pudiera articular la política del POSDR. Entre otros, Lenin llegó a un acuerdo con Plejánov, Axelrod y Vera Zasúlich, fundadores de Emancipación del Trabajo y en diciembre de 1900 fue publicado en otro país e introducido clandestinamente a Rusia el primer número de Iskra (La Chispa). Posteriormente imprentas clandestinas reimprimían números en ciudades rusas. El periódico desempeñó un importante papel para agrupar y unificar los diferentes círculos de base y uniones socialdemócratas dispersas en Rusia, aunque Rabócheie Dielo (La Causa Obrera), dirigida por B. Krichevski y A. Martínov polemizó contra Iskra con un punto de vista economicista. 
Entre 1901 y 1904, los socialdemócratas crecieron y se fortalecieron en Rusia, sobre la base del ascenso del movimiento.

## Segundo Congreso
En julio de 1903, se reunió clandestinamente el Segundo Congreso del POSDR. Las primeras sesiones se celebraron en Bruselas pero, ante la inminencia de la interferencia de la policía, los delegados se trasladaron a Londres. Asistieron un total 43 delegados con 51 votos en representación de 26 organizaciones. Los «iskristas» contaban con 33 votos, 24 de los cuales eran «leninistas». Los «antiiskristas» tenían 8 votos y el «centro» tenía 10 votos.
Durante este congreso, se configuraron dos fracciones: una mayoría denominada bolchevique (del ruso Большевик, «miembro de la mayoría»), en torno a Lenin, que logró la aprobación de gran parte del programa propuesto por Iskra, y una minoría menchevique (del ruso Меньшевик, «miembro de la minoría») en torno al hasta ese momento «iskrista» Yuli Mártov.
El programa aprobado constaba de dos partes: un programa mínimo que incluía la revolución democrática, el derrocamiento de la autocracia zarista, la implantación de una república, la confiscación de los latifundios y de las tierras usurpadas por los terratenientes, el reconocimiento del derecho de autodeterminación de las naciones y la instauración de la jornada de máxima de trabajo de 8 horas; y un programa máximo, que incluía la instauración del socialismo. Un punto de debate candente sobre este último se refirió a la necesidad o no de una "dictadura de proletariado" para que la revolución socialista pudiera triunfar, que quedó consignada en el programa.
A la hora de aprobar los estatutos, Mártov venció a los leninistas que proponían que para ser miembro del partido se necesitase formar parte de una de sus organizaciones. Pero, al abandonar el Bund el congreso —al no aceptarse que eran la "única representación de los obreros judíos de Rusia"— y al retirarse dos economicistas —porque el Congreso se negó a aprobarles una representación del Partido fuera de Rusia creada por ellos—, la correlación de fuerzas volvió a invertirse y los leninistas quedaron en mayoría a la hora de la elección del Comité Central y de la redacción de Iskra. En vista de ello, los mencheviques crearon su propia organización, paralela a la conformada en el congreso. Plejánov trató de conciliar los bandos e invitó a la redacción de Iskra a los mencheviques, lo que provocó la renuncia de Lenin y la conversión de ese periódico en órgano del menchevismo, mientras el bolchevismo se expresaba desde el Comité Central.

## Tercer Congreso
En abril de 1905, se reunió en Londres el III Congreso del Partido Obrero Socialdemócrata de Rusia. Aunque fueron convocados, los mencheviques boicotearon el congreso y organizaron una conferencia propia en Ginebra. A Londres asistieron veinticuatro delegados, en nombre de 20 comités bolcheviques.
Lenin expuso las diferencias entre las tácticas aprobadas en Londres y Ginebra en su libro Dos tácticas de la socialdemocracia en la revolución democrática. Los bolcheviques entendían que la revolución rusa en curso no podía triunfar sino bajo la dirección política obrera, a pesar del carácter democrático-burgués de la misma y a pesar de que no podía por el momento salirse del marco de las medidas compatibles con el capitalismo. La táctica de los trabajadores sería apoyada por los campesinos, que solo podrían deshacerse de los terratenientes y obtener la tierra con el triunfo completo de la revolución. Los campesinos eran, por tanto, los aliados naturales del proletariado. En cambio la burguesía no estaba interesada en el triunfo completo de la revolución, ya que necesitaba del zarismo contra los intereses obreros y campesinos, cuyo triunfo temía. Así, al alcanzar profundidad la revolución democrática, la burguesía le volvería la espalda y la masa campesina en unión con los obreros tendría que enfrentar no solo a la autocracia sino a la burguesía. 
Para los mencheviques, en cambio, puesto que se trataba de una revolución burguesa, esta solo podía tener como vanguardia a la burguesía liberal y por tanto era ella, y no el campesinado, el aliado fundamental de los obreros. No se podía asustar a la burguesía liberal ni darle pretexto para volver la espalda a la revolución, la cual fracasaría si la burguesía liberal se apartaba de ella. A la clase obrera le correspondía el papel de «oposición revolucionaria extrema» y a la burguesía, el gobierno y la realización de la revolución democrática.
No se trataba de una discusión meramente teórica, sino del debate sobre los acontecimientos concretos de la Revolución rusa de 1905, la oleada de huelgas políticas y el funcionamiento de los sóviets de delegados obreros, una nueva forma de organización de poder de los trabajadores.

## Reunificación
Tras la derrota de la Revolución de 1905, en medio de la represión, los socialdemócratas debieron replegarse a las tareas de reorganización. En abril de 1906 se reunió en Estocolmo (Suecia) el IV Congreso del partido, de unificación, en el cual los mencheviques obtuvieron la mayoría de delegados, a pesar de lo cual fue aprobada la fórmula estatutaria de Lenin que exigía pertenecer a una organización del partido para considerarse afiliado a él. Se debatió sobre el programa agrario, siendo aprobada en general la propuesta menchevique. Con el partido reunificado, la lucha fraccional interna prosiguió.
En mayo de 1907 se efectuó en Londres el V Congreso, en el cual los bolcheviques rehicieron la mayoría aliados con los socialdemócratas de Polonia y Letonia. Esto repercutió en las resoluciones de confrontación a la táctica y a los partidos de la burguesía liberal, así como en la orientación política de los sindicatos.

## Consolidación de la división
El 3 de junio de 1907 fue disuelta la Duma Imperial de Rusia por el gobierno zarista y llevados a juicio los diputados socialdemócratas, el ministro Piotr Stolypin cubrió de horcas y patíbulos a Rusia y desató la represión contra los socialistas y otros revolucionarios. En las filas socialdemócratas surgieron nuevos debates sobre el papel de las organizaciones legales y clandestinas. En general, los mencheviques eran partidarios de centrarse en la construcción de un partido legal de masas, en tanto que los bolcheviques consideraban fundamental preservar la organización clandestina del partido para desde allí trabajar en organizaciones legales o no legales de masas. Un sector denominado otzovista (revocadores) se oponía a participar en las organizaciones legales y el parlamento y exigía revocar el mandato a los diputados socialdemócratas en la Duma.
Después de fallar los esfuerzos de unificación de 1910, cuando los bolcheviques cesaron de publicar su órgano Proletari ("El Proletario"), pero los mencheviques siguieron publicando "La Voz de la Socialdemocracia", los bolcheviques decidieron conformar un partido aparte sin los mencheviques y en enero de 1912 en una conferencia en Praga proclamaron el Partido Obrero Socialdemócrata de Rusia (bolchevique). Frente a ellos se alinearon con propuestas de unidad los mencheviques, Trotski y los otzovistas, en el Bloque de Agosto. Los bolcheviques contestaron a su vez conformando con Plejánov un bloque "en defensa del partido" y publicaron el diario Pravda ("La Verdad") del que vendían habitualmente 40 000 ejemplares, en tanto los mencheviques publicaban Luch ("El Rayo") con 16 000 ejemplares.

## Primera Guerra Mundial
Al estallar la I Guerra Mundial la socialdemocracia internacional afrontó un nuevo debate que realineó a todos sus integrantes. De un lado estaban aquellos que con diferentes argumentos apoyaron a sus respectivos países de origen en la guerra y asumieron una actitud "defensista". De otro lado estaban los "internacionalistas", quienes caracterizando la guerra como imperialista se oponía a apoyar a sus gobiernos en cualquier esfuerzo militar y llamaban a mantener la unidad internacional del proletariado. La Segunda Internacional quedó profundamente dividida.
Los bolcheviques, Trotski y algunos otzovistas apoyaron la política internacionalista. Fueron en consecuencia perseguidos y detenidos varios de sus partidarios en todo el país, acusados de «traición a la patria». En septiembre de 1915 se reunió en Zimmerwald (Suiza) la primera Conferencia Internacionalista. En 1916 se reunió en el pueblo suizo de Kienthal la Segunda Conferencia Internacionalista. Los bolcheviques encabezaron el ala izquierda internacionalista que reclamaba romper definitivamente con los líderes defensistas y formar una nueva internacional, con la intención de la «transformación de la guerra imperialista en guerra civil».
Las derrotas rusas en el frente de guerra, la situación económica y la agitación política provocaron la caída del Zar durante la Revolución de febrero de 1917. El Gobierno provisional con participación de los mencheviques y socialrevolucionarios en alianza con los liberales optó por continuar la guerra, con lo que el debate entre defensistas e internacionalistas se convirtió en el problema central de la revolución rusa. En medio de protestas masivas contra la guerra, se reunió el 24 de abril de 1917 la VII Conferencia bolchevique conocida como "Conferencia de Abril" que llamó a luchar contra el Gobierno provisional con la consigna «paz, pan y tierra», a entregar «todo el poder a los Soviets» ya reconstruidos por todas partes según el modelo de la Revolución de 1905 y a prepararse para la revolución socialista.
Ilegalizados los bolcheviques por el Gobierno, el Sexto Congreso del partido —celebrado clandestinamente entre el 26 de julio y el 3 de agosto de 1917— llamó a derrocar al Gobierno provisional y a preparar la insurrección armada. En este congreso, participó el pequeño grupo «Interdistrital» (Mezhraiontsy), con amplia influencia en Petrogrado, al que pertenecían Trotski, Lunacharski, Uritski, Riazánov, Yurénev, Manuilski y otros internacionalistas destacados que declararon su acuerdo con la política de los bolcheviques y se les unieron.

## Tras la Revolución de 1917

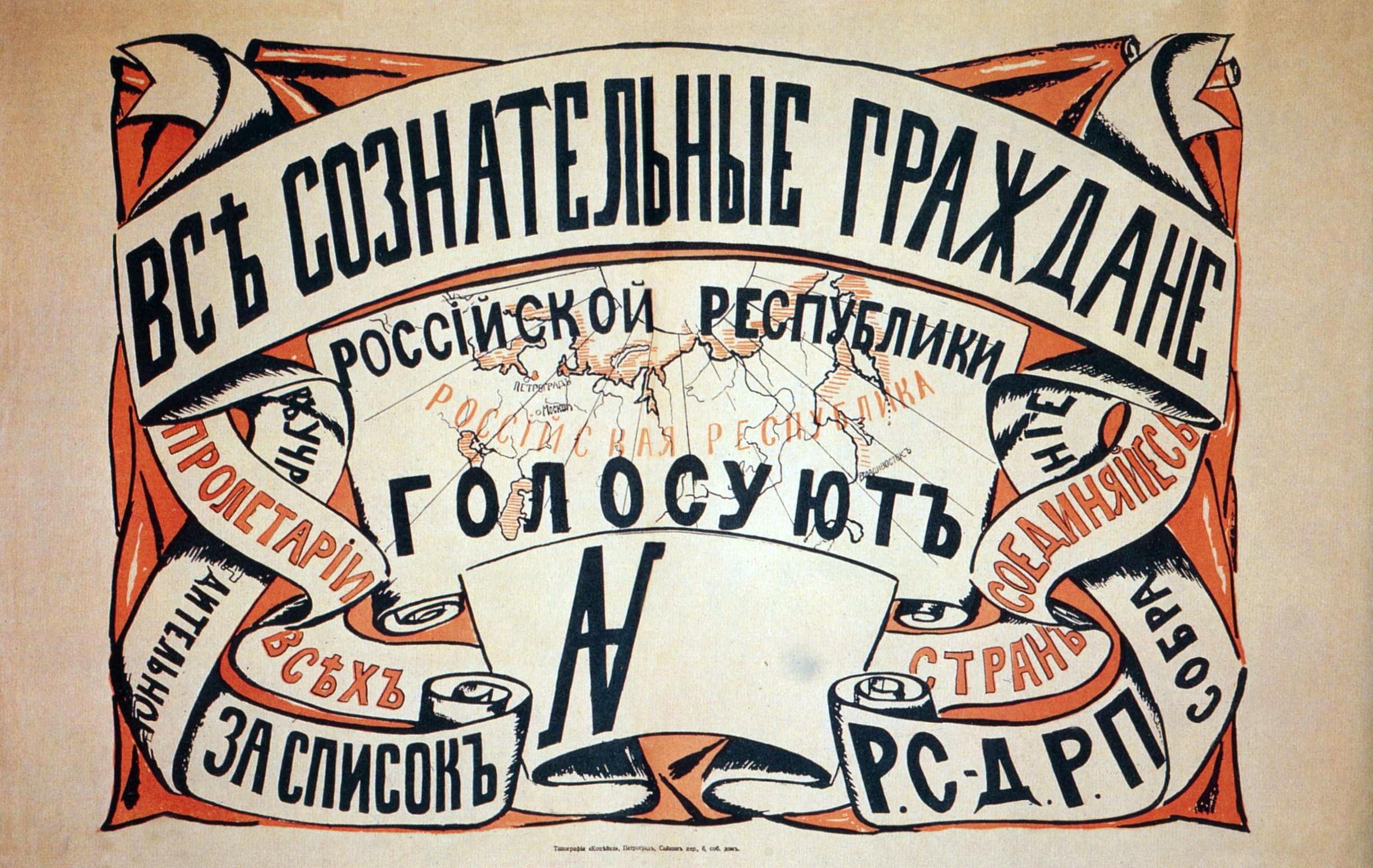
Cartel propagandístico del POSDR de 1917

Tras la insurrección general y el triunfo de la Revolución de octubre de 1917, los bolcheviques en el poder realizaron el Séptimo Congreso del Partido 6 de marzo de 1918, que decidió transformarlo en Partido Comunista de Rusia (bolchevique) y aprobó el programa revolucionario socialista de gobierno. Este fue uno de los partidos fundadores de la Internacional Comunista en marzo de 1919. A partir de 1925, se denominó Partido Comunista de la Unión Soviética (bolchevique), desde 1952 Partido Comunista de la Unión Soviética (PCUS) ilegalizado en 1991 y refundado como Partido Comunista de la Federación Rusa, legalizado en 1993.
Los líderes mencheviques derrocados por la Revolución de octubre, o bien participaron directamente de la lucha contra el poder soviético o como Mártov o Plejánov asumieron una crítica literaria contra el nuevo gobierno, pero rechazaron a las fuerzas contrarrevolucionarias. Enviados al exilio bajo la dirección de Mártov publicaron El mensajero socialista y mantuvieron en el exterior el Centro Menchevique. Algunas formaciones socialdemócratas se reclaman hoy en Rusia herederas del menchevismo..